# 克里根 (密蘇里州)
克里根（英語：Kerrigan）是位於美國密蘇里州韋恩縣的鬼鎮。

## 歷史
克里根的郵局於1884年設立，其後於1934年停運。

## 地理
克里根所處的海拔為高於海平面178米（即584英呎），而該地所採用的時區為UTC-6，即北美中部時區（CST）。同時該地設有夏令時間，為UTC-6調快一小時，即UTC-5（CDT）。